# Lindståhl & Törnqvist
Lindståhl & Törnqvist var en byggmästarfirma i Stockholm.
Lindståhl & Törnqvist grundades 1888 av arkitekt Johan Emil Ferdinand Lindståhl (1854–1931) och ingenjör Johan Hjalmar Törnqvist (1858–1924). I företaget verkade från 1901 även Törnqvists bror, arkitekt Oscar Törnqvist. Firman var i slutet av 1800-talet en av huvudstadens mest verksamma byggnadsföretag och uppförde förutom en mängd privathus bland annat nybyggnaden av Serafimerlasarettet, Kronprinsessan Lovisas vårdanstalt, Hotell Kronprinsens hus samt ett flertal byggnader på Allmänna konst- och industriutställningen i Stockholm 1897.
Hjalmar Törnqvist och Emil Lindståhl startade 1906 även fastighetsbolaget Aktiebolaget Ora i Stockholm, i vars styrelse även ingick kyrkoherde Gustaf Blomqvist i Norra Härene församling.